# Carrarese Calcio 1908 1996-1997
Questa voce raccoglie le informazioni riguardanti la Carrarese Calcio 1908 nelle competizioni ufficiali della stagione 1996-1997.

## Rosa
| N. |                   | Ruolo | Calciatore           |
| -- | ----------------- | ----- | -------------------- |
|    | Italia (bandiera) | A     | Massimiliano Benfari |
|    | Italia (bandiera) | C     | Riccardo Bracaloni   |
|    | Italia (bandiera) | A     | Gianfranco Campioli  |
|    | Italia (bandiera) | C     | Andrea Castellini    |
|    | Italia (bandiera) | P     | Andrea Ceccotti      |
|    | Italia (bandiera) | A     | Emiliano Conti       |
|    | Italia (bandiera) | C     | Andrea Del Bianco    |
|    | Italia (bandiera) | C     | Davide Di Terlizzi   |
|    | Italia (bandiera) | C     | Carlo Giacchino      |
|    | Italia (bandiera) | C     | Fabio Giannasi       |
|    | Italia (bandiera) | D     | Mario Giannini       |
|    | Italia (bandiera) | D     | Enrico Gutili        |
|    | Italia (bandiera) | C     | Livio Maranzano      |

| N. |                   | Ruolo | Calciatore         |
| -- | ----------------- | ----- | ------------------ |
|    | Italia (bandiera) | D     | Maurizio Marin     |
|    | Italia (bandiera) | D     | Matteo Matteazzi   |
|    | Italia (bandiera) | A     | Emanuele Matzuzzi  |
|    | Italia (bandiera) | D     | Tommaso Napoli     |
|    | Italia (bandiera) | C     | Alessandro Pagani  |
|    | Italia (bandiera) | D     | Christian Pennucci |
|    | Italia (bandiera) | A     | Massimo Pierotti   |
|    | Italia (bandiera) | A     | Cristian Polidori  |
|    | Italia (bandiera) | P     | Mauro Rosin        |
|    | Italia (bandiera) | A     | Maurizio Sala      |
|    | Italia (bandiera) | C     | Matteo Superbi     |
|    | Italia (bandiera) | C     | Luca Ulivi         |
|    | Italia (bandiera) | D     | Alessandro Zito    |
|    | Italia (bandiera) | P     | Tommaso Mancini    |

## Risultati

### Campionato

#### Girone di andata
| 1º settembre 1996 1ª giornata | Treviso | 1 – 1 | Carrarese |  |

| 8 settembre 1996 2ª giornata | Carrarese | 0 – 0 | Spezia |  |

| 15 settembre 1996 3ª giornata | Como | 1 – 0 | Carrarese |  |

| 22 settembre 1996 4ª giornata | Carrarese | 1 – 0 | Prato |  |

| 29 settembre 1996 5ª giornata | Carrarese | 1 – 1 | Novara |  |

| 6 ottobre 1996 6ª giornata | Carpi | 3 – 0 | Carrarese |  |

| 20 ottobre 1996 7ª giornata | Carrarese | 0 – 0 | Monza |  |

| 27 ottobre 1996 8ª giornata | SPAL | 1 – 0 | Carrarese |  |

| 3 novembre 1996 9ª giornata | Pistoiese | 0 – 0 | Carrarese |  |

| 10 novembre 1996 10ª giornata | Carrarese | 1 – 0 | Fiorenzuola |  |

| 24 novembre 1996 11ª giornata | Saronno | 2 – 2 | Carrarese |  |

| 1º dicembre 1996 12ª giornata | Carrarese | 2 – 0 | Alessandria |  |

| 8 dicembre 1996 13ª giornata | Siena | 0 – 0 | Carrarese |  |

| 15 dicembre 1996 14ª giornata | Carrarese | 2 – 2 | Modena |  |

| 22 dicembre 1996 15ª giornata | Montevarchi | 1 – 1 | Carrarese |  |

| 29 dicembre 1996 16ª giornata | Carrarese | 1 – 0 | Alzano Virescit |  |

| 12 gennaio 1997 17ª giornata | Brescello | 1 – 0 | Carrarese |  |

#### Girone di ritorno
| 19 gennaio 1997 17ª giornata | Carrarese | 1 – 3 | Treviso |  |

| 26 gennaio 1997 19ª giornata | Spezia | 0 – 3 | Carrarese |  |

| 2 febbraio 1997 20ª giornata | Carrarese | 0 – 0 | Como |  |

| 9 febbraio 1997 21ª giornata | Prato | 1 – 2 | Carrarese |  |

| 16 febbraio 1997 22ª giornata | Novara | 0 – 0 | Carrarese |  |

| 23 febbraio 1997 23ª giornata | Carrarese | 0 – 1 | Carpi |  |

| 2 marzo 1997 24ª giornata | Monza | 0 – 0 | Carrarese |  |

| 9 marzo 1997 25ª giornata | Carrarese | 3 – 0 | SPAL |  |

| 16 marzo 1997 26ª giornata | Carrarese | 1 – 0 | Pistoiese |  |

| 29 marzo 1997 27ª giornata | Fiorenzuola | 1 – 1 | Carrarese |  |

| 6 aprile 1997 28ª giornata | Carrarese | 1 – 0 | Saronno |  |

| 13 aprile 1997 29ª giornata | Alessandria | 0 – 0 | Carrarese |  |

| 20 aprile 1997 30ª giornata | Carrarese | 1 – 1 | Siena |  |

| 27 aprile 1997 31ª giornata | Modena | 0 – 1 | Carrarese |  |

| 4 maggio 1997 32ª giornata | Carrarese | 0 – 0 | Montevarchi |  |

| 11 maggio 1997 33ª giornata | Alzano Virescit | 1 – 0 | Carrarese |  |

| 18 maggio 1997 34ª giornata | Carrarese | 1 – 2 | Brescello |  |